# Fiep Westendorp
Fiep Westendorp, amb nom de naixement Sophia Maria Westendorp, (Zaltbommel, 17 de desembre de 1916 - Amsterdam, 3 de febrer de 2004) va ser una il·lustradora neerlandesa, que es va fer molt popular a causa de la seva llarga col·laboració amb l'escriptora Annie M. G. Schmidt. Tres generacions de neerlandesos han crescut amb les seves il·lustracions.

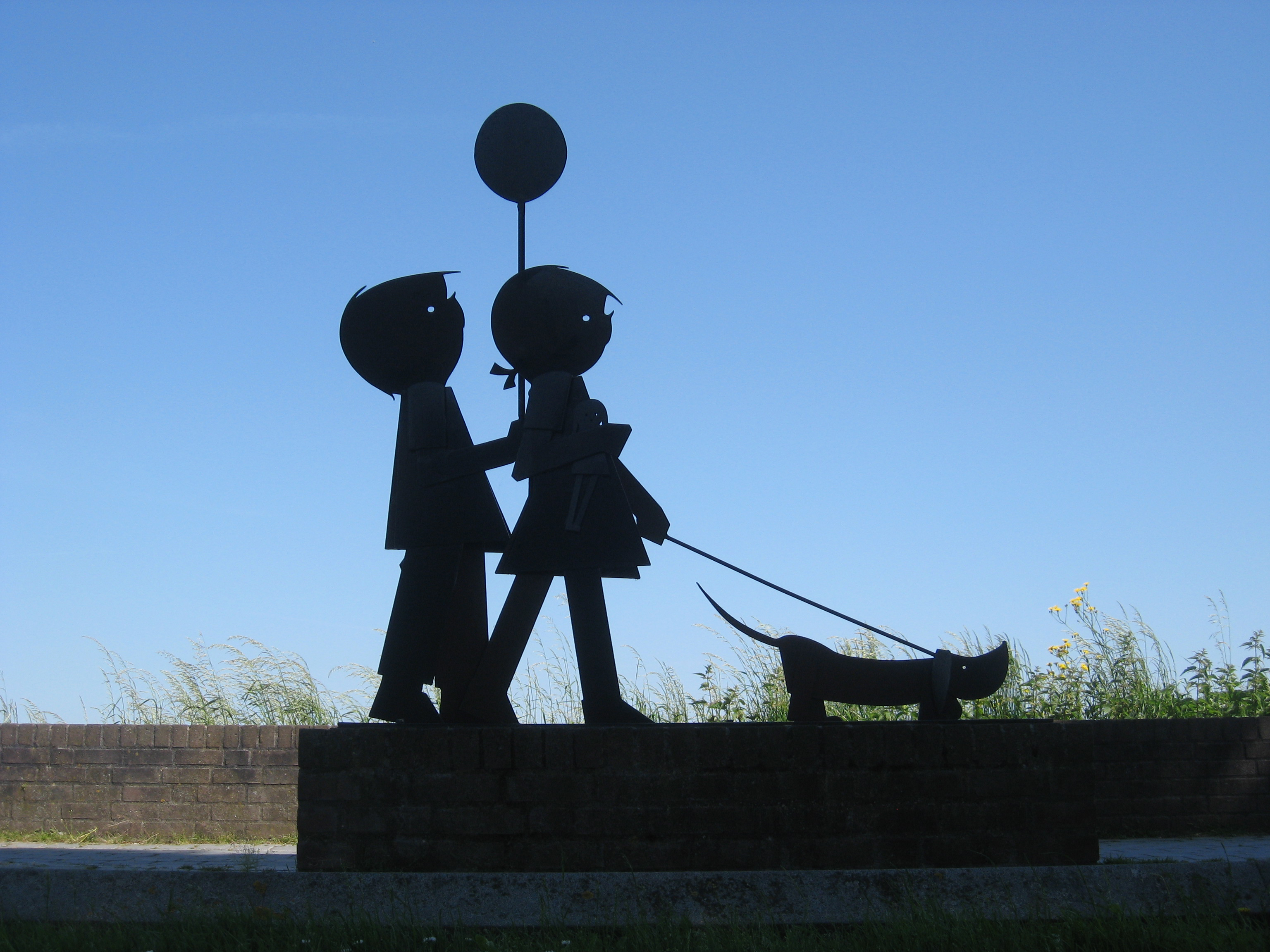
Jip i Janneke

Els dibuixos que va realitzar per a Jip i Janneke, una sèrie d'històries que es van imprimir a Het Parool, el diari regional de la zona metropolitana d'Amsterdam, entre 1953 i 1957, ara existeixen en una gran varietat d'articles, venuts per la cadena de grans magatzems neerlandesos HEMA. El 1997 va obtenir un premi especial d'il·lustració per a la seva trajectòria. Des de 2007, la Universitat d'Amsterdam té una càtedra d'il·lustració en honor de Westendorp.